# Gabriele Paleotti
Gabriele Paleotti (Bologne, 4 octobre 1522 – Rome, 23 juillet 1597) est un cardinal italien, qui fut archevêque de Bologne.

## Biographie
Fils d'un jurisconsulte, il devint à vingt-quatre ans professeur en droit dans sa ville natale, et, se contentant d'un simple canonicat, il refusa l'évêché de Majorque, dont Giovanni Campeggi voulut se démettre en sa faveur. En 1556, il fut nommé auditeur de Rote. Après l'avoir envoyé au Concile de Trente pour soutenir les intérêts de l'Église, Pie IV le décora de la pourpre, le 12 mars 1565. Pie V le pourvut, le 30 janvier 1566, de l'évêché de Bologne, que Grégoire XIII érigea pour lui en métropole, le 10 décembre 1582. Il se régla dans son administration sur les exemples de saint saint Charles Borromée, dont il était l'ami et le collaborateur. Dans son diocèse, il réforma les mœurs et la discipline, introduisit des dévotions, des religieux, fit bâtir de nouvelles églises, fonda des œuvres de charité et l'un des premiers séminaires. Il expliquait en personne le catéchisme aux enfants, administrait les sacrements, donnait l'hospitalité à tous les prêtres de passage, visitait les pauvres à domicile, ainsi que les malades, qu'il envoyait dans ses villas pour y faire leur convalescence ; il accueillait en même temps des savants, tels que Aldrovandi, Pendasio et Sigonius. Le pape, voulant lever sur ses sujets de nouveaux impôts pour soutenir les catholiques de France dans leur guerre contre les huguenots, Paleotto s'y opposa, sans craindre les rancunes et les châtiments (1597). Ami particulier de Sixte V, il obtint plus de trente voix au conclave assemblé pour donner un successeur à ce dernier pontife. L'évêché de Sabine lui fut donné le 20 mars 1591. Militant pour un art religieux simple et direct, à fonction essentiellement didactique, à l'opposé du courant maniériste alors en vigueur, il influença les artistes de Bologne dans leur art, comme les membres de la célèbre famille des Carrache : Lodovico, Agostino et Annibale Carracci.

## Œuvres
- (la) Gabriele Paleotti, De nothis spuriisque filiis liber, Francoforti ad Moenum, apud Nicolaum Basseum, 1573 (lire en ligne).
- (it) Gabriele Paleotti, Discorso intorno alle imagini sacre et profane diuiso in cinque libri, Bologne, 1582 (lire en ligne).
- (la) Gabriele Paleotti, De bono senectutis, Romae, ex Typographia Aloysij Zannetti, 1595 (lire en ligne).

Il avait rédigé Acta Concilii Tridentini, pour les sessions auxquelles il avait assisté, et Pallavicino et Oderico Rinaldi ont tiré un grand parti de cet ouvrage, qui n'a pas encore été publié en entier.